# Saint-Pierre-des-Ifs (Calvados)
Saint-Pierre-des-Ifs és un municipi francès situat al departament de Calvados i a la regió de Normandia. L'any 2007 tenia 451 habitants.

## Demografia

### Població
El 2007 la població de fet de Saint-Pierre-des-Ifs era de 451 persones. Hi havia 155 famílies de les quals 20 eren unipersonals (8 homes vivint sols i 12 dones vivint soles), 49 parelles sense fills, 74 parelles amb fills i 12 famílies monoparentals amb fills.
La població ha evolucionat segons el següent gràfic:
Habitants censats

### Habitatges
El 2007 hi havia 179 habitatges, 156 eren l'habitatge principal de la família, 20 eren segones residències i 4 estaven desocupats. 175 eren cases i 2 eren apartaments. Dels 156 habitatges principals, 126 estaven ocupats pels seus propietaris, 24 estaven llogats i ocupats pels llogaters i 6 estaven cedits a títol gratuït; 4 tenien dues cambres, 9 en tenien tres, 38 en tenien quatre i 104 en tenien cinc o més. 151 habitatges disposaven pel capbaix d'una plaça de pàrquing. A 61 habitatges hi havia un automòbil i a 89 n'hi havia dos o més.

### Piràmide de població
La piràmide de població per edats i sexe el 2009 era:
| Homes | Edats   | Dones |
| ----- | ------- | ----- |
| 0     | 95 o +  | 0     |
| 0     | 90 a 94 | 4     |
| 0     | 85 a 89 | 0     |
| 0     | 80 a 84 | 0     |
| 0     | 75 a 79 | 0     |
| 4     | 70 a 74 | 4     |
| 8     | 65 a 69 | 12    |
| 12    | 60 a 64 | 8     |
| 20    | 55 a 59 | 4     |
| 8     | 50 a 54 | 12    |
| 16    | 45 a 49 | 8     |
| 16    | 40 a 44 | 24    |
| 12    | 35 a 39 | 20    |
| 24    | 30 a 34 | 8     |
| 16    | 25 a 29 | 12    |
| 16    | 20 a 24 | 20    |
| 8     | 15 a 19 | 12    |
| 16    | 10 a 14 | 8     |
| 20    | 5 a 9   | 36    |
| 16    | 0 a 4   | 4     |

## Economia
El 2007 la població en edat de treballar era de 278 persones, 199 eren actives i 79 eren inactives. De les 199 persones actives 189 estaven ocupades (95 homes i 94 dones) i 10 estaven aturades (7 homes i 3 dones). De les 79 persones inactives 26 estaven jubilades, 26 estaven estudiant i 27 estaven classificades com a «altres inactius».

### Ingressos
El 2009 a Saint-Pierre-des-Ifs hi havia 166 unitats fiscals que integraven 480 persones, la mediana anual d'ingressos fiscals per persona era de 17.093 €.

### Activitats econòmiques
Dels 10 establiments que hi havia el 2007, 2 eren d'empreses de construcció, 3 d'empreses immobiliàries, 2 d'empreses de serveis, 1 d'una entitat de l'administració pública i 2 d'empreses classificades com a «altres activitats de serveis».
Dels 4 establiments de servei als particulars que hi havia el 2009, 1 era una fusteria, 1 electricista i 2 agències immobiliàries.
L'any 2000 a Saint-Pierre-des-Ifs hi havia 14 explotacions agrícoles que ocupaven un total de 610 hectàrees.

## Poblacions més properes
El següent diagrama mostra les poblacions més properes.